# Metropolregion Belém
Die Metropolregion Belém (RMB), portugiesisch Região Metropolitana de Belém, auch Grande Belém oder Groß-Belém genannt, ist eine Metropolregion im brasilianischen Bundesstaat Pará. Sie wurde am 8. Juni 1973 per Gesetz eingerichtet und hat ihren Sitz in der Stadt Belém. Sie besteht aus den acht Städten Ananindeua, Barcarena, Belém, Benevides, Castanhal, Marituba, Santa Bárbara do Pará und Santa Izabel do Pará. Die Gesetzgebung erfuhr Änderungen in den Jahren 1995, 2010 und 2011.

## Demografie und Ausdehnung
Bei einer Fläche von 3.565,8 km² hatte sie eine Bevölkerungszahl von 2.505.242 Einwohnern (Schätzung Juli 2019), was einer Bevölkerungsdichte von 702,6 Einwohner pro km² entspricht.
| Belém                 | 1.393.399 | 1.492.745 | 1.059,458 |
| Ananindeua            | 471.980   | 530.598   | 190,451   |
| Castanhal             | 173.149   | 200.793   | 1.030,261 |
| Marituba              | 108.246   | 131.521   | 103,343   |
| Santa Izabel do Pará  | 59.466    | 70.801    | 717,662   |
| Benevides             | 51.651    | 62.737    | 187,826   |
| Santa Bárbara do Pará | 17.141    | 21.079    | 278,154   |
| Insgesamt             |           | 2.505.24  | 3.565,783 |